# Barry Crimmins

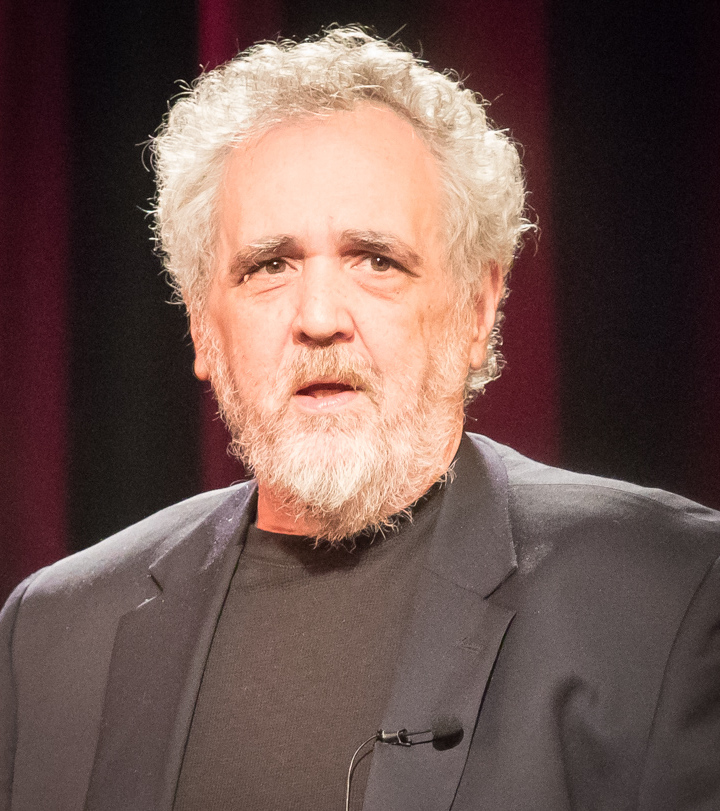
Barry Crimmins (2017)

Barry Crimmins (* 3. Juli 1953 in Kingston, New York; † 28. Februar 2018 in Syracuse, New York) war ein amerikanischer Stand-up-Comedian, politischer Satiriker und Autor von u. a. Never shake hands with a war criminal.

## Leben
Crimmins gründete in den 1980er Jahren zwei Comedy-Klubs in Boston. Comedians wie Steven Wright, Paula Poundstone, Bobcat Goldthwait, Kevin Meaney, Jimmy Tingle u. a. traten dort auf. Seine satirischen Schriften und Auftritte legten das Hauptaugenmerk auf die Notwendigkeit eines politischen und sozialen Wandels.
In den 1990er Jahren ließ er einen Kinderpornoring im Internet auffliegen.
Crimmins war 2013 Gast beim Podcast WTF with Marc Maron und 2016 bei Stuart Goldsmiths Podcast The Comedian’s Comedian.
Auch in einer Reihe von Filmen und Features war er zu sehen, u. a. produzierte Netflix 2015 die Dokumentation Call me Lucky, die sich seinem Aktivismus widmet und auch in Deutschland auf Netflix erschienen ist. 2016 drehte Crimmins ein Special namens Whatever threatens you für die Produktionsfirma Pig Newton, die Louis C.K. betreibt.
Er schrieb regelmäßig Artikel für Magazine wie den Boston Phoenix.
Ende Januar 2018 wurde bei Crimmins Krebs diagnostiziert, an dessen Folgen er einen Monat später im Alter von 64 Jahren starb.

## Preise
- Peace Leadership Award für sein Werk „Survival“
- Artist for Social Change Award für seinen Aktivismus
- The Courage of Conscience Award

## Nachweise
1. ↑  Barry Crimmins dies at 64. Chortle, 1. März 2008, abgerufen am 1. März 2008 (englisch).
2. ↑  Barry Crimmins: Never Shake Hands with a War Criminal. A Seven Stories Press 1st Ed edition Auflage. Seven Stories Press, New York 2004, ISBN 978-1-58322-660-5 (amazon.com [abgerufen am 27. Februar 2018]).
3. ↑  Nick A. Zaino III: For these two 'Un-Conventional' acts, politics is vocal. In: Boston.com. 11. Juli 2004 (boston.com [abgerufen am 27. Februar 2018]).
4. ↑  MetroActive CyberScape | AOL Monitor. Abgerufen am 27. Februar 2018.
5. ↑  WTF Podcast Marc Maron: WTF Podcast – BARRY CRIMMINS. 15. November 2016, abgerufen am 27. Februar 2018.
6. ↑  Dave Itzkoff: Bobcat Goldthwait and Barry Crimmins Explore the Past, Darkly, in a New Film. In: The New York Times. 31. Juli 2015, ISSN 0362-4331 (nytimes.com [abgerufen am 27. Februar 2018]).
7. ↑  LouisCK.net | Barry Crimmins: Whatever Threatens You. Abgerufen am 27. Februar 2018 (englisch).
8. ↑  Barry Crimmins RIP: A founding father of Boston comedy dies at 64, vanyaland.com, abgerufen am 1. März 2018

| Personendaten    | Personendaten                                         |
| ---------------- | ----------------------------------------------------- |
| NAME             | Crimmins, Barry                                       |
| KURZBESCHREIBUNG | amerikanischer Stand-up-Comedian, Satiriker und Autor |
| GEBURTSDATUM     | 3. Juli 1953                                          |
| GEBURTSORT       | Kingston, New York                                    |
| STERBEDATUM      | 28. Februar 2018                                      |
| STERBEORT        | Syracuse, New York                                    |